# Rhizotrochus levidensis
Espèce
Statut CITES
Rhizotrochus levidensis est une espèce de coraux appartenant à la famille des Flabellidae.